# Acalypha filiformis subsp. rubra
Acalypha rubrinervis árbol de cadena, ahora Acalypha filiformis rubra es una planta extinta de la familia tártago (Euphorbiaceae), de la isla de Santa Elena.

## Descripción
Fue llamado árbol de cadena a causa de las inflorescencias péndulas delgadas que se parecían hilos rojos. Los asentamientos humanos en la isla destruyeron su hábitat y fue visto por última vez en el siglo XIX. Por tanto, es una de una serie de plantas de la isla que han sido empujados a la extinción por la actividad humana.
El género al que pertenece, Acalypha, es grande e incluye especies endémicas de la isla, así como las malas hierbas y plantas ornamentales.

## Taxonomía
Acalypha filiformis rubra fue descrita por  (Müll.Arg.) Govaerts y publicado en World Checklist & Bibliography of Euphorbiaceae 62. 2000.
Etimología
Acalypha: nombre genérico que deriva del griego antiguo akalephes = ("ortiga"), en referencia a que sus hojas son semejantes a ortigas.
filiformis: epíteto latíno   que significa "filiforme".
rubra: epíteto latíno   que significa "de color rojo".
Sinonimia
- Acalypha reticulata var. rubra Müll.Arg.
- Acalypha rubra Roxb.
- Acalypha rubrinervis Cronk[7][8]